# Славата Вільям
Вільям граф Славата (чеськ. Vilém Slavata z Chlumu a Košumberka ˈvɪlɛːm ˈslavata; нім. Wilhelm Slawata von Chlum und Koschumberk) *1 грудня 1572 — †19 січня 1652) — адміністратор Чехії, намісник імператора Фердинанда II Габсбурга. 23 травня 1618 року чеські дворяни викинули його з вікна Празької ратуші — («Празька дефенестрація»).
У 1628—1652 роках був канцлером Чехії. Став одним з перших істориків Тридцятирічної війни.